# Иудаизм в Таджикистане
Иудаизм в Таджикистане неразрывно связан с жизнью бухарских евреев на территории Центральной Азии. Религиозная жизнь сосредоточена в Душанбе. Около 40 % таджикских евреев имеют бухарское происхождение, остальные — ашкеназы, приехавшие из других частей Советского Союза во время Второй мировой войны. Таджикским филиалом Всемирного еврейского конгресса является Еврейская община Таджикистана. Согласно переписи 1989 года, в Таджикистане проживали около 15 тысяч евреев, но сегодня от многочисленной еврейской общины осталось всего 300 человек.

## История
Особое место в культурной политике государства отводится религии и связанным с ней аспектам. Официальной религией в Таджикистане признан ислам. До арабского завоевания в начале VII в. н. э. основными религиозными культами, распространенными в Центральной Азии, были манихейство, буддизм и индуизм, а также христианство несторианского толка и иудаизм, однако большая часть населения исповедовала зороастризм. Согласно одному из устных преданий бухарских евреев, в XVII-XVIII вв. они начали селиться на территории современного Таджикистана, в частности, в городе Ходжент. По более достоверным сведениям, лишь на рубеже XVIII-XIX вв. правитель Ходжента пригласил в свои владения евреев-красильщиков из Бухары. В 1866 г. северо-западная часть Таджикистана (с Ходжентом и Пейшамбе) была завоевана русскими войсками и вскоре вошла в состав Туркестанского генерал-губернаторства (с 1886 г. — Туркестанский край). Новые власти уравняли евреев в правах с мусульманами, в частности, предоставили первым возможность приобретать землю. В 1918 г. в северо-западной части Таджикистана установилась советская власть. К началу 1920-х гг. в Душанбе проживало 600 евреев, в Пейшамбе — около 550, в Ходженте — около 500. В Пейшамбе действовали (несмотря на отсутствие раввинов) три еврейских молитвенных дома, в Ходженте и Дюшамбе — по одному. В 1959 г. в Таджикистане проживало 12,4 тыс. евреев, в 1970 г. — 14,6 тыс. (из них 11,4 тыс. — в Душанбе), в 1989 г. — около 11 тыс. В послевоенный период еврейские религиозные общины, имевшие синагоги, существовали в Сталинабаде (Душанбе) и Ленинабаде; каких-либо других еврейских организаций или учебных заведений в республике не было («туземно-еврейские школы», созданные в Пейшамбе и Ходженте в 1920-х гг., закрылись уже в середине следующего десятилетия).

### Синагога в Душанбе
В 2003 году в Душанбе возникла угроза сноса синагоги. Глава администрации района, где находилось здание синагоги, вынес решение о необходимости снести здание в течение двух дней и на его месте построить правительственный Дворец наций и парк. Раввин Михаил Абдурахманов получил письмо с этим предписанием, но после многочисленных протестов от различных еврейских организаций, включая Всемирный еврейский конгресс и посла Израиля в Узбекистане и Таджикистане Цви Кохена-Литанта, было решено отложить снос здания. Вместо этого власти предложили еврейской общине найти землю для строительства новой синагоги. Однако, в феврале 2006 года часть здания синагоги, включая микву, была разрушена. В ответ на это последовала волна протестов еврейской мировой общественности, и президент Таджикистана Эмомали Рахмон принял решение о сохранении здания синагоги в Душанбе. Однако весной 2008 года администрация района подала в суд жалобу на правление синагоги, которое отказывалось выполнять распоряжение покинуть здание. Суд удовлетворил эту жалобу, и в конце июня того же года синагога была окончательно снесена.

## Современное положение
Единственная синагога действует в Душанбе, а в Худжанде синагога была закрыта в 1999 г. Две еврейские общественные организации: Общество друзей еврейской культуры «Хаверим» и религиозная община евреев Таджикистана — были зарегистрированы в конце 80-х гг. XX в. После убийства в 1998 г. руководителя Еврейского культурного центра Гавриэля Гавриилова центр прекратил свое существование. Религиозное общество евреев Таджикистана было создано в 1990 г. на базе синагоги в городе Душанбе, раввином которой с 1996 г. являлся М. Абдурахманов, а председателем с 2005 г. — Валерий Давыдов. Новая общественная организация евреев Таджикистана «Ахдуд» возникла в 2003 г., её председателем была Г. С. Дзуцева. В июне 2008 года в Душанбе было снесено старое здание синагоги, а в 2009 г., после неоднократных встреч президента Евроазиатского еврейского конгресса Александра Машкевича с Президентом Таджикистана Эмомали Рахмоном, было принято решение о строительстве новой синагоги. Новая синагога была открыта 4 мая 2009 года, её еврейская община получила в дар от главы «Ориёнбанка» Хасана Асадулла-заде. На торжественной церемонии открытия синагоги присутствовала представительная делегация Евроазиатского еврейского конгресса, лидеры общин бухарских евреев из Израиля, США, Австрии и России, посол США в Таджикистане Трейси Энн Джейкобсон, местные бизнесмены и журналисты со всего мира.